# 市川平三郎
市川 平三郎（いちかわ へいざぶろう、1923年10月28日 - 2014年8月15日）は、日本の医学者。専門は放射線医学。学位は、医学博士（千葉大学・1955年）。国立がんセンター名誉院長。東京都出身。

## 略歴
- 1948年 千葉大学医学部卒業
- 1955年3月 「回腸終末部リンパ濾胞増殖の臨床的X線学的研究」により千葉大学から医学博士の学位を授与される
- 19xx年 国立がんセンター研究所集団検診研究部長
- 1973年4月 国立がんセンター病院放射線診断部長
- 1976年4月 国立がんセンター病院長
- 1989年3月 定年退職
- 2014年8月 死去。遺贈正四位

## 学会および社会における活動
- 1979年7月 放射線審議会委員
- 日本癌治療学会名誉会長、名誉会員[2]
- 日本CT検診学会名誉会員
- 日本バイオセラピィ学会名誉会員
- 日本消化器がん検診学会名誉会員
- 日本癌学会名誉会員
- 財団法人早期胃癌検診協会名誉理事長
- 財団法人がんの子供を守る会名誉顧問
- 特定非営利活動法人プロジェクトBC理事長
- 日本ラジオロジー振興協会初代理事長[3]

## 受賞・受勲等
- 朝日文化賞（1969年度）

「胃のX線二重造影法の開発とそれによる早期胃ガン診断技術確立の功績」
- 日本放送協会放送文化賞（1988年度）
- 武田医学賞（1988年度）

「胃のX線二重造影法の開発とその応用による我が国胃がん治療成績の向上」
- 高松宮妃癌研究基金学術賞（1993年度）
- 勲二等瑞宝章（1995年）
- 長與又郎賞（1998年度）